# Lambdoceras
Il lambdocerato (gen. Lambdoceras) è un mammifero artiodattilo estinto, appartenente ai protoceratidi. Visse nel Miocene inferiore – medio (circa 19 – 11 milioni di anni fa) e i suoi resti fossili sono stati ritrovati in Nordamerica.

## Descrizione
Questo animale, simile a un'antilope o forse a un lama, era dotato di corna disposte in modo insolito sul cranio. Lambdoceras mostra la fusione delle ossa mascellari in un "ramo" che funge da base per un corno nasale biforcuto alla sommità. Al contrario di altre forme simili, come Syndyoceras e Kyptoceras, il ramo era molto lungo e la parte biforcuta era molto corta. Erano presenti due corna frontali, che si dipartivano da sopra le orbite e si incurvavano all'indietro (come faceva anche il corno nasale). La parte basale delle corna aveva una sezione meno triangolare rispetto a quella di altri generi come Prosynthetoceras e Synthetoceras, e i molari erano a corona più bassa. Rispetto agli altri protoceratidi, Lambdoceras possedeva un muso più stretto.

## Classificazione
Descritto per la prima volta nel 1967, Lambdoceras è noto per tre specie: la specie tipo, L. hessei, della formazione Batesland del Dakota del Sud e ritrovato anche nella formazione Sheep Creek del Nebraska, leggermente più recente; L. trinitiensis della formazione Fleming del Texas; L. siouxiensis della formazione Olcott del Nebraska. Lambdoceras appartiene ai protoceratidi, un gruppo di artiodattili nordamericani forse affini ai camelidi. In particolare, Lambdoceras sembrerebbe essere imparentato con le forme più evolute, come Prosynthetoceras (di cui era inizialmente considerato un sottogenere) e Synthetoceras.

## Paleobiologia
Come tutti i protoceratidi, probabilmente Lambdoceras non era un animale tipicamente corridore e forse abitava ambienti paludosi. È probabile che, a causa del muso più stretto di quello degli altri protoceratidi, Lambdoceras si nutrisse delle foglie degli alberi. Lambdoceras, inoltre, è l'ultimo protoceratide noto ad essere ritrovato nella zona degli Altipiani Nordamericani.